# 에덴의 동산 (소설)
《에덴의 동산》(The Garden of Eden)은 어니스트 헤밍웨이 사후에 두 번째로 출간된 장편 소설이다. 1986년 찰스 스크리브너스를 통하여 출간되었다. 헤밍웨이는 이 소설을 1946년부터 집필을 시작하여 《노인과 바다》, 《위험한 여름》, 《움직이는 축제》, 《해류 속의 섬들》과 함께 15년간 원고를 집필하였다.

## 줄거리
소설은 미국 작가인 데이비드 보언(David Bourne)과 영국인 부인 캐서린(Catherine)이 프랑스의 코트다쥐르 지역과 스페인에서 여행하면서 생기는 이야기를 다루고 있다. 어느 날 캐서린은 데이비드에게 깜짝 선물을 가지고 돌아오겠다고 말하며 호텔을 떠난다. 남자 마냥 머리를 짧게 자른 채로 돌아온 캐서린은 자신을 여자라고 부르지 말아 달라고 말하며 있는 그대로의 자신을 사랑해달라고 부탁한다. 데이비드는 이러한 캐서린의 모습에 순응하게 된다. 캐서린은 머리를 더욱 짧게 자르고, 데이비드도 미용실로 데려가 자신의 머리와 똑같이 만든다.
스페인 여행 중 데이비드는 자신이 최근 낸 소설이 크게 성공했다는 소식을 듣는다. 캐서린은 출판사에서 보낸 리뷰를 살펴보는 데이비드에게 질투심이 생겼는지 대뜸 화를 내며 말다툼을 벌인다. 부부는 프랑스로 돌아온다. 둘은 카페에서 우연히 마리타(Marita)라는 이름의 어린 여성을 만나게 되는데 둘은 각자 마리타와 사랑에 빠지게 된다. 캐서린은 데이비드에게 묻지 않고 마리타에게 자신들이 머무르는 호텔에 같이 묵자고 초대하게 된다. 결국 캐서린과 데이비드는 각자 마리타와 함께 잠을 자게 된다. 캐서린은 자신의 성 역할에 탐구하는 듯하고, 데이비드는 아내의 역할에서 멀어지는 캐서린에 점점 불만을 갖게 된다.
데이비드는 아내와 다투고 마리타를 애써 모른채 하지만 결국 마리타에게 끌리는 것을 인정할 수밖에 없었다. 캐서린은 데이비드와 마리타의 관계가 발전하는 것에 기쁨과 동시에 질투심을 느끼게 된다. 캐서린은 이런 관계 뿐만 아니라 데이비드가 아버지에 대한 소설을 집필하는 것을 원망하기도 한다. 캐서린은 자신과의 관계에만 관련된 글을 쓰기를 원한다.
데이비드는 아버지에 대해 계속해서 글쓰기를 지속하고, 자신이 쓴 결과물에 만족을 한다. 마리타 역시 데이비드의 글을 읽고 칭찬한다. 하지만 캐서린은 ‘술에 취한 가짜 아버지와 함께 보낸 유년기 음울하고 형편 없는 이야기’에 불과하다고 말하며 비판한다. 이 때까지 캐서린의 행동에 비교적 순응했던 데이비드 역시 이러한 말을 듣고는 분개한다. 데이비드가 캐서린의 간섭에 지쳤다고 말하자 캐서린은 사과하는 듯한 행동을 보인다.
그러나 해변으로 여행을 다녀온 후 캐서린은 데이비드가 쓴 원고 중 자신들의 관계에 관련된 것을 제외한 원고 모두를 불태워 버렸다고 고백한다. 데이비드는 캐서린에게 정신병원에 가자고 제안하지만 이를 거부한다. 데이비드는 캐서린과 결혼한 것을 후회한다고 말하고, 캐서린은 자신이 불태운 원고의 대가를 지불하는 동시에 파리로 떠날 계획을 세운다.
데이비드와 마리타가 처음 만났던 카페로 갔을 땐 캐서린은 이미 떠난 뒤였다. 캐서린은 여전히 데이비드를 사랑하고 다시 돌아올 것이라는 쪽지를 남겼지만, 데이비드는 그 쪽지는 무시한 채 마리타와의 삶에 적응해 간다. 데이비드는 다시 글을 쓰기 시작한다.

## 배경
전기 작가 제임스 멜로(James Mellow)는 헤밍웨이가 두 번째 부인 폴린 파이퍼와 신혼여행을 떠났을 때, 그리고 해들리 리처드슨과 이혼한 직후부터 이 이야기의 기원이 시작되었다고 주장한다. 이 소설의 남자 주인공 데이비드는 헤밍웨이와 같은 작가이며 여자 주인공은 ‘매력적이고 흥미진진하며 부유한’ 인물로 묘사되었는데, 이는 헤밍웨이가 폴린과 함께 르 그로뒤루아에서 보낸 나날을 반영하는 것이다.
이 소설은 헤밍웨이 사후인 1986년에 매우 축약된 형식으로 발간되었다. 헤밍웨이는 1946년부터 집필을 시작하였고 약 800여쪽을 작성하였다. 헤밍웨이는 약 15년 동안 집필을 계속 하였지만 끝까지 완성하지는 못하였다. 원고는 서로 분량도 상이하고 융화하기에도 곤란한 세 개의 원고로 존재하였는데, 최종 출판본으로는 가장 긴 분량의 원고를 채택하였다. 1986년 출판 시에는 총 30개의 장과 70,000여 단어가 최종적으로 실렸다. 전기 작가 카를로스 베이커(Carlos Baker)에 따르면 헤밍웨이가 집필한 원고 중 가장 긴 것은 총 48개의 장과 200,000여 단어로 이루어져 있었다. 출판사인 스크리브너스는 이 원고의 3분 2에 해당하는 분량과 주요 이야기 하나를 삭제한 것이다.
1986년 5월 초판은 100,000부 가량이 판매되었다.

## 분석
이 작품은 헤밍웨이가 남성과 여성의 관계에 대해 탐구하고, ‘성 역할의 반전’과 양성성을 가진 등장인물에 관심을 가졌음을 보여준다.
캐서린은 전통적인 여성상을 기대하는 남성의 감정에는 무관심한 채 자신의 성적인 자유만을 추구하며, 상대방에게 고통을 주는 여성으로 등장하는데 이러한 여성 등장인물은 헤밍웨이 작품에서 전무하다.

## 반응
《에덴의 동산》 출판 이후 과도한 원고 편집으로 인한 원작 훼손 논란이 발생하였다. 수전 세이츠(Susan Seitz)는 헤밍웨이가 이 소설을 통해 새로운 방향을 모색하고 있었는데, 편집 과정에서 이를 잃어버렸다고 주장하였다. 그는 대사와 장면 전체 장의 상당 부분이 잘리고 헤밍웨이가 버린 원고가 추가되는 등 편집이 수준 이하라고 말하였다. 이로 인해 헤밍웨이의 작품 의도를 그대로 반영하지 못했다고 평했다. 바버라 프롭스트 솔로몬(Barbara Probst Solomon)은 《뉴 리퍼블릭》의 평론에서 ‘헤밍웨이의 출판사가 문학적 범죄를 저질렀다고 말할 수 있다’라고 말하였다.
이러한 평가에도 불구하고, 이 소설은 《무기여 잘 있거라》와 《태양은 다시 떠오른다》와 함께 해럴드 블룸의 《서구 캐넌》 목록에 선정되기도 하였다.

## 영화화
2008년에는 동명의 영화로 영화화되었다. 존 어빈이 감독하였으며 미나 수바리, 잭 휴스턴, 카테리나 무리노 등이 출연하였다. 해당 영화는 대체로 부정적인 평가를 받았다.

## 한국어판 출판 내역
다음은 《에덴의 동산》의 한국어판 출판 내역이다.
- 《에덴동산》. 번역 김은국. 시사영어사. 1986.
- 《에덴의 동산》. 번역 김선영. 민중출판사. 2003. ISBN 9788988710661.

## 참고 문헌
- Mellow, James (1992). Hemingway: A Life Without Consequences (영어). Boston: Houghton Mifflin. ISBN 978-0-395-37777-2.
- Bloom, Harold (1994). 《The Western Canon: The Books and School of the Ages》 (영어). New York: Harcourt Brace & Company.
- McDowell, Edwin (1985년 12월 17일). “New Hemingway Novel to Be Published in May”. 《New York Times》 (영어).
- Meyers, Jeffrey (1985). Hemingway: A Biography (영어). New York: Macmillan. ISBN 978-0-333-42126-0.
- Tuttleton, James (October 1987). “The androgynous Papa Hemingway”. 《The New Criterion》 (영어).
- Doctorow, E.L. (1986년 5월 18일). “Braver Than We Thought”. 《The New York Times》 (영어). 2010년 1월 16일에 확인함.
- Seitz, Susan M (1993년 1월 1일). 《The posthumous editing of Ernest Hemingway's fiction》 (학위논문) (영어). Electronic Doctoral Dissertations for UMass Amherst. Paper AAI9329667. 2010년 5월 17일에 확인함.
- Oliver, Charles (1999). Ernest Hemingway A to Z: The Essential Reference to the Life and Work (영어). New York: Checkmark Publishing. ISBN 978-0-8160-3467-3.
- 윤동곤 (2007). “에덴동산에 나타난 헤밍웨이 여성읽기”. 《영어영문학연구》 (대한영어영문학회) 33 (3): 71-88. doi:10.21559/aellk.2007.33.3.005.
- 이봉환; 변문균 (2015). “김병철의 헤밍웨이소설 번역작업의 자구 해석적 등가성의 한계”. 《현대영미어문학》 (현대영미어문학회) 33 (3).